# Monster High: Filmen
Monster High: Filmen (engelska: Monster High: The Movie) är en kanadensisk-amerikansk musikalfilm/fantasyfilm från 2022 i regi av Todd Holland, baserad på dockserien Monster High, skapad av leksaksföretaget Mattel. Filmen, som hade premiär på Nickelodeon och Paramount+ den 6 oktober 2022, är skriven av Jenny Jaffe, Greg Erb, och Jason Oremland, och är producerad av både Mattel själva, samt av Brightlight Pictures och Nickelodeon Movies. Huvudrollen i filmen spelas av Miia Harris.
Filmen finns sedan oktober 2023 tillgänglig för streaming på Netflix. En uppföljare, Monster High 2, släpptes i oktober 2023.

## Rollista (i urval)
| Roll                                | Skådespelare        |
| ----------------------------------- | ------------------- |
| Clawdeen Wolf                       | Miia Harris         |
| Frankie Stein                       | Ceci Balagot        |
| Draculaura                          | Nayah Damasen       |
| Deuce Gorgon                        | Case Walker         |
| Cleo de Nile                        | Jy Prishkulnik      |
| Magister Komos / Edward "Eddy" Hyde | Kyle Selig          |
| Dracula                             | Steve Valentine     |
| Rektor Bloodgood                    | Marci T. House      |
| Apollo Wolf                         | Scotch Ellis Loring |